# Bunaeopsis carabella
Bunaeopsis carabella är en fjärilsart som beskrevs av Embrik Strand 1911. Bunaeopsis carabella ingår i släktet Bunaeopsis och familjen påfågelsspinnare. Inga underarter finns listade i Catalogue of Life.